# Operação Tolypeutes
Operação Tolypeutes é uma operação brasileira deflagrada pela Polícia Federal em 14 de março de 2017. É um desdobramento da Operação Lava Jato. A operação foi contra um esquema de propina e lavagem de dinheiro em contratos de obras civis no Rio de Janeiro, em especial na construção da Linha 4 do Metrô. Os alvos da operação foram o diretor de Transportes sobre Trilhos do Estado do Rio de Janeiro (RioTrilhos), Heitor Lopes de Sousa Junior e o então subsecretário de turismo do estado, Luiz Carlos Velloso, que foram presos.

## Investigação
Segundo o acordo de leniência de executivos da Carioca Engenharia, o esquema de corrupção que existia na Secretaria de Estado de Obras do Rio de Janeiro, com a cobrança de propina das empreiteiras envolvidas em contratos bilionários de obras civis - revelado em operações anteriores da Lava Jato –, se repetia na Secretaria de Estado de Transporte. As obras da Linha 4 custaram cerca de 10 bilhões de reais e a inauguração foi pouco antes da Olimpíada do Rio. Além da Carioca Engenharia, a Odebrecht (atual Novonor) e a Queiroz Galvão formavam o Consórcio Rio Barra, responsável por parte da obra. Segundo as investigações, a Odebrecht usava uma empresa do grupo, a CBPO, para pagar a Arqline Arquitetura e Consultoria, de Heitor Lopes. Heitor também recebia propina do Consórcio Rio Barra, por meio de outra empresa da qual é sócio, a MC Link.
De 2010 a 2013, Heitor recebeu propina no valor de 5,4 milhões de reais de duas empresas, tendo sido ao total 31 transferências de recursos.